# Is-slottet (film)
Is-slottet är en norsk dramafilm från 1987 regisserad av Per Blom. Filmen är baserad på Tarjei Vesaas roman, Isslottet, från 1963. Filmen är en berättelse om vaknade känslor. Om barn på tröskeln till den vuxna världen. 
I huvudrollerna syns Line Storesund, Hilde Nyeggen Martinsen, Merete Moen, Vidar Sandem och Sigrid Huun.

## Handling
Filmen handlar i huvudsak om två 11-åriga tjejer, Siss och Unn. Det börjar en ny tjej i klassen. Det är Unn, som bor hos sin moster (Merete Moen) sedan hennes föräldrar är borta. De två tjejerna känner ett odefinierat behov för varandra, en långsam längtan efter ömhet och värme.

## Rollista
- Lina Storesund – Siss
- Hilde Nyeggen Martinsen – Unn
- Jan Hoel – ung man
- Sigrid Huun – Siss mamma
- Urda Brattrud Larsen – Bente
- Charlotte Lundestad – den nya tjejen
- Merete Moen – moster
- Knut Ørvig – äldre man
- Vidar Sandem – Siss pappa
- Gunnar Svensrud – lärare
- Andreas Roald – elev

## Om filmen
Is-slottet fick 3 i betyg av Dagbladet. Regissören Blom fick följande beskrivning av Aftenpostens recensent 1987: "I denna riviga yappetid är Per Blom märkvärdig. Han skapar inåtvända filmer om människor som inte riktigt får till det, fyller dem med livsalvor och en mollpräglad dröm om förlösning..."
Filmen visades på flera utländska filmfestivaler runt om i världen, bland annat på Filmfestivalen i Cannes, Filmfestivalen i Berlin och Chicago International Film Festival.
Per Blom tilldelades 1988 pris för filmen vid Flanders International Film Festival.